# 何添福
何添福（1939年10月—），男，福建平和人，中国藻类植物专家。主要从事淡水藻类方面的科研工作，对中国南方地区水稻田的固氮蓝藻有较深入的研究。退休后在武汉从事科普工作。

## 生平
1939年生于福建平和县小溪镇中东街。先后毕业于平和育英小学、平和一中。1962年毕业于南京大学生物系。
1962年至1986年，在中国科学院水生生物研究所工作，历任所长秘书、办公室副主任、支部书记、所学术委员会委员、副所长（1984年4月－1986年12月）、党委委员、副研究员等职，兼任中国海洋湖沼学会化学分会副秘书长、常务理事，中国大鲵保护驯繁中心顾问，湖北钓鱼协会副主席。
1986年至1992年，担任中国科学院长沙农业现代化研究所所长、党委委员、研究员；兼任湖南生态学会理事长、《农业现代化研究》主编、中国农学会农业现代化研究会副主任委员、中国藻类学会常务理事、中国科学院农业研究委员会委员。
1992年4月至1996年6月，担任中国科学院武汉病毒研究所党委书记，副所长。1994年4月至2000年10月，担任中国科学院武汉病毒研究所所长。是第九届武汉市政协委员（1998年3月－2003年），兼任广东省微生物研究所研究员、武汉天奥制药公司副董事长。
退休后，担任中国科学院武汉科学家科普演讲团团长、武汉市老科学家协会科技创新工作委员会副会长。2014年，获“中国科学院科普工作先进个人”称号。